# 악사이친

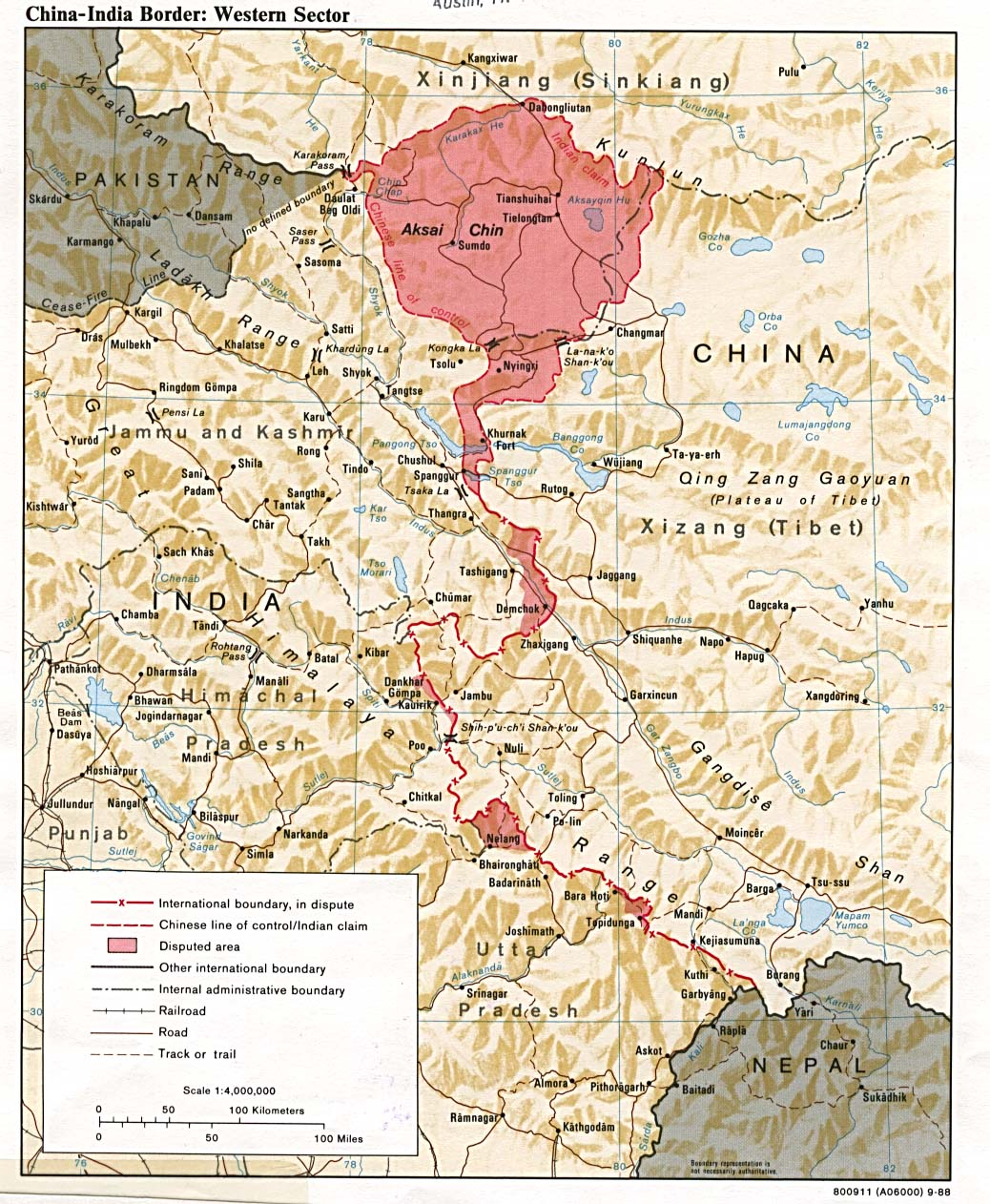
중국과 인도의 국경선을 표시한 지도 (빨간색이 악사이친)

악사이친 또는 아크사이친(영어: Aksai Chin, 위구르어: ﺋﺎﻗﺴﺎﻱ ﭼﯩﻦ, 중국어 간체자: 阿克赛钦, 정체자: 阿克賽欽, 병음: Ākèsàiqīn 아커싸이친[*], 힌디어: अक्साई चिन, 우르두어: اکسائی چن)은 카슈미르 동부에 위치한 지역이다. 현재 인도-중국 간의 귀속 문제를 가진 중국과 인도의 영토 분쟁 지역의 하나로, 중국이 실효지배하고 있다.

## 개요
이 지역은 티베트고원 북서쪽 쿤룬산맥의 바로 서쪽 아래에 자리잡고 있다. 중화인민공화국은 대부분을 신장 위구르 자치구의 카슈가르 지구에 있는 카길리크현으로 편입시켜 행정 업무를 담당하고 있다. 그러나 인도 정부는 라다크 연방 직할지의 일부 영역이라고 주장하고 있다. 이 지역은 아크사이친호와 아크사이친강이 흐르고 있다.
중국과 인도가 국경 분쟁을 벌이고 있는 2개 지역 중의 하나이다. 나머지 1개의 지역인 남티베트는 현재 인도가 아루나찰프라데시주의 일부라고 영유권을 주장하며 실효 지배하고 있으나, 중국이 과거 티베트의 영토라며 영유권을 주장하는 곳이다.
1962년 인도-중국 국경 분쟁 때 중국 인민해방군이 이 곳을 점령한 후 부터 중화인민공화국의 실효 지배하에 있다. 신장 위구르 자치구와 티베트 자치구를 묶는 공로가 지나고 있기 때문에 전략적으로도 중요한 지역이다. 인도는 악사이친에 대한 주권을 계속 주장하고 있어서 남티베트와 함께 양국의 분쟁의 불씨가 될 가능성이 있다.

## 역사
1750년 청나라 건륭제의 팽창 정책으로 청나라 땅이 되었다. 1950년 10월 중국 인민해방군은 티베트를 침공하여 점령하였다. 하지만 중국은 티베트의 평화적인 해방이라는 모양새를 갖추기 위해서 1951년 5월 23일 티베트와 십칠조협의를 체결하여 강제 합병했다.

## 사건사고
2020년 6월 악사이친 지역에서 발생한 양국 대치 사건은 중국군이 분쟁 지역인 갈완계곡에서 인도군과 마주쳐서 생긴 사건사고이다.
15일 밤 인도 북부 라다크지역 분쟁지 갈완 계곡에서는 중국군과 인도 군인 600여명이 무력 충돌하여 수십명의 사상자가 발생했다.
이 충돌의 결과로 인하여 인도 군인 20명 이상이 사망했고, 중국군은 4명이 사망하였다.
이후 인도 군인들 60명은 다시 국경을 넘어 중국군에게 쇠몽둥이(쇠막대기)나 주먹다짐이나 조약돌로 중국군 소대 일부를 선제 급습하였고, 중국군 소대는 이후 바로 정비를 갖추고 반격을 하여 인도 육군 대령 1명을 살상하였다. 얼마 지나지 않아 중국군은 해방군 200여 명을 모아 대대적인 반격을 하였으며 이에 인도군은 멀리 후퇴하였고 그 중 17명은 호수에 빠져 치료를 받지 못한 채 사망했다. 인도는 6월 17일 이후 밤새 내린 얼음과 눈 속에서 17명이 사망했으며 이 중 18명이 건강 이상으로 6월 18일 숨졌다.

### 판공호
중국군과 인도군이 대치 중인 곳은 중국 서부 티베트(시짱자치구)와 인도 북부 라다크 지역 사이에 있는 판공호(湖)다. 지난달 15일 중국과 인도 군인 600여 명이 충돌해 수십 명이 사망했던 갈완 계곡에서 남쪽으로 150㎞ 떨어져 있다.
호수는 일반인 출입이 어려운 오지에 있지만, 중국과 인도는 둘레 134㎞인 호수를 놓고 계속 갈등을 벌여왔다. 양측은 현재도 국경을 확정하지 못한 채 호수 왼쪽 3분의 1은 인도가, 오른쪽 3분의 2는 중국이 통제하고 있다. 인도는 실질통제선(LAC·국경 분쟁 지대에서 통제권을 구분하는 선)보다 8㎞ 동쪽까지가 인도 관할 범위라고 주장하고 있다.
"가장 아름다운 산정 호수"라고 불리는 판공호에는 현재 중국과 인도의 최신 순찰정 수십 척이 배치돼 있다. 지난 수년간 상대방보다 빠른 배를 배치하려는 경쟁이 이어졌기 때문이다. 미국 매체 포브스는 "세계의 지붕에서 수상(水上) 대결과 군비 경쟁이 벌어지고 있다"고 했다.
인도 매체 더프린트는 중국이 4월 이후 군인 5000명을 판공호 일대에 보냈다고 전했다. 중국이 LAC 인근에 레이더를 비롯한 시설물을 건설해 관할권을 공고화하고 있다는 보도도 나오고 있다. 갈완 계곡 충돌 한 달 전인 5월 5~6일 판공호에서 중국과 인도 군인들이 돌과 주먹으로 싸웠고 여러 명이 부상했다.
중국과 인도 관계는 지난 6월 갈완 계곡 충돌 이후 급격히 악화됐다. 인도군 20명이 사망하고 중국군도 수십 명의 사상자가 발생했다. 양국 간 국경 분쟁에서 사망자가 나온 것은 1975년 이후 45년 만이었다.

## 같이 보기
- 라다크
- 뎀초크 지역: 중화인민공화국은 티베트의 일부라고 주장, 인도는 카슈미르(라다크)의 일부라고 주장